# Cata Coll
Catalina Tomàs "Cata" Coll Lluch, född den 23 april 2001 i Pòrtol, är en spansk fotbollsspelare.

## Karriär
Cata Coll inledde sin seniorkarriär i Athletic Marratxí år 2015. 2016 flyttade hon till UD Collerense för att 2019 kontrateras av FC Barcelona. Mellan 2019 och 2020 var hon utlånad till Sevilla FC. Hon har även representerat den spanska damlandslaget där hon debuterade år 2023. Hon ingick i det spanska lag som tog guld i VM 2023.